# 2012 في السويد
فيما يلي قوائم الأحداث التي وقعت خلال عام 2012 في السويد.

## سياسة

### تعيين في المنصب
- 27 يناير – ستيفان لوفن Leader of the Opposition ‏.

### انتهاء فترة المنصب
- 29 مارس – ستين تولغفورس وزير الدفاع السويدي [الإنجليزية]‏.

## أفلام
من الأفلام التي صدرت هذه السنة في السويد:
- 1 يناير – المرأة ذات الرداء الأسود من إخراج جيمس واتكنز.
- 13 يناير – هاملتون: في مصلحة الأمة من إخراج Kathrine Windfeld [الإنجليزية]‏.
- 19 يناير – البحث عن رجل السكر من إخراج مالك بن جلول.
- 9 نوفمبر – بيكاس من إخراج كارزان قادر [الإنجليزية]‏.

## كتب
من الكتب التي صدرت هذه السنة في السويد:
- 1 يناير – جمار الحرب من تأليف Fredrik Logevall [الإنجليزية]‏.

## مواليد

### فبراير
- 23 فبراير – الأميرة أستل

- 28 فبراير – أندرس كولانج (مواليد 1943) سائق رالي سويدي.

### يوليو
- 14 يوليو – سيكستين يرنبرغ (مواليد 1929) متزحلق سويدي.

### أكتوبر
- 24 أكتوبر – أنيتا بيورك (مواليد 1923) ممثلة سويدية.

### نوفمبر
- 25 نوفمبر – لارس هورماندر (مواليد 1931)